# 티모르판

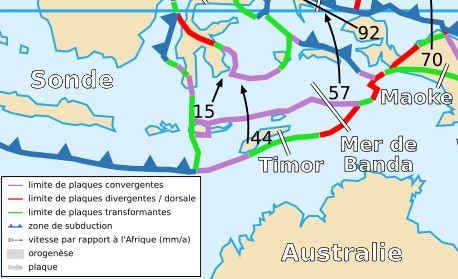
티모르 판("Timor", 프랑스어)

티모르 판은 동남아시아의 티모르섬과 주위 섬들이 속한 작은 판이다. 판의 남쪽에서는 오스트레일리아 판이 섭입하고 있으며, 동쪽에는 작은 발산 경계가 존재한다. 북쪽의 반다 해 판 사이에도 수렴 경계가 존재하며, 서쪽은 변환 단층이다.

## 참고
- Bird, P. (2003). “An updated digital model of plate boundaries”. 《Geochemistry, Geophysics, Geosystems》 4 (3): 1027. doi:10.1029/2001GC000252.